# Габон на летних Олимпийских играх 2000
Габон принимал участие в Летних Олимпийских играх 2000 года в Сиднее (Австралия) в шестой раз за свою историю, но не завоевал ни одной медали. Страну представляли три мужчины и две женщины.

## Бокс
Спортсменов — 1
| Спортсмен       | Категория | 1/16 финала                  | 1/8 финала           | 1/4 финала           | Полуфинал            | Финал                |
| Спортсмен       | Категория | Соперник и результат         | Соперник и результат | Соперник и результат | Соперник и результат | Соперник и результат |
| --------------- | --------- | ---------------------------- | -------------------- | -------------------- | -------------------- | -------------------- |
| Стефан Нзуэ Мба | 71 кг     | Хуан Эрнандес Сьерра Пор RSC | Не прошёл            | Не прошёл            | Не прошёл            | Не прошёл            |

## Дзюдо
Спортсменов — 2
Мужчины
| Спортсмен         | Категория    | 1/32               | 1/16                          | 1/8                | 1/4                | 1/2                | 1-й доп. раунд                | Утешит. четвертьфинал | Утешит. полуфинал    | За 3 место           | Финал                | Место |
| Спортсмен         | Категория    | Соперник Результат | Соперник Результат            | Соперник Результат | Соперник Результат | Соперник Результат | Соперник Результат            | Соперник Результат    | Соперник Результат   | Соперник Результат   | Соперник Результат   | Место |
| ----------------- | ------------ | ------------------ | ----------------------------- | ------------------ | ------------------ | ------------------ | ----------------------------- | --------------------- | -------------------- | -------------------- | -------------------- | ----- |
| Стив Нгуэма Ндонг | Свыше 100 кг |                    | Индрек Пертельсон пор. дискв. | Не прошёл          | Не прошёл          | Не прошёл          | Эрнесто Перес Лобо пор. иппон | Закончил выступление  | Закончил выступление | Закончил выступление | Закончил выступление |       |

Женщины
| Спортсмен             | Категория | 1/16               | 1/8                   | 1/4                   | 1/2                   | 1-й доп. раунд        | Утешит. четвертьфинал | Утешит. полуфинал     | За 3 место            | Финал                 | Место |
| Спортсмен             | Категория | Соперник Результат | Соперник Результат    | Соперник Результат    | Соперник Результат    | Соперник Результат    | Соперник Результат    | Соперник Результат    | Соперник Результат    | Соперник Результат    | Место |
| --------------------- | --------- | ------------------ | --------------------- | --------------------- | --------------------- | --------------------- | --------------------- | --------------------- | --------------------- | --------------------- | ----- |
| Мелани Энгоанг Нгуэма | До 78 кг  | Юта Кюнен пор.     | Закончила выступление | Закончила выступление | Закончила выступление | Закончила выступление | Закончила выступление | Закончила выступление | Закончила выступление | Закончила выступление |       |

## Лёгкая атлетика
Спортсменов — 2
Мужчины
| Спортсмен       | Вид   | Забег     | Забег | Четвертьфинал | Четвертьфинал | Полуфинал | Полуфинал | Финал     | Финал     |
| Спортсмен       | Вид   | Результат | Место | Результат     | Место         | Результат | Место     | Результат | Место     |
| --------------- | ----- | --------- | ----- | ------------- | ------------- | --------- | --------- | --------- | --------- |
| Антуан Буссомбо | 100 м | 10,13     | 2     | 10,27         | 5             | Не прошёл | Не прошёл | Не прошёл | Не прошёл |
| Антуан Буссомбо | 200 м | 20,78     | 3     | 20,71         | 7             | Не прошёл | Не прошёл | Не прошёл | Не прошёл |

Женщины
| Спортсмен  | Вид   | Забег     | Забег | Четвертьфинал | Четвертьфинал | Полуфинал | Полуфинал | Финал     | Финал     |
| Спортсмен  | Вид   | Результат | Место | Результат     | Место         | Результат | Место     | Результат | Место     |
| ---------- | ----- | --------- | ----- | ------------- | ------------- | --------- | --------- | --------- | --------- |
| Анес Оембо | 100 м | 12,19     | 7     | Не прошёл     | Не прошёл     | Не прошёл | Не прошёл | Не прошёл | Не прошёл |